# 2006年飓风佛罗伦萨
飓风佛罗伦萨（英語：Hurricane Florence）是2003年9月的飓风法比安过后第1个在百慕大产生飓风强度狂风的热带气旋，也是2006年大西洋飓风季形成的第7场热带风暴和第2场飓风。系统源于9月3日东大西洋的一股东风波，起初因外界环境不利而无法组织，并且发展出异常庞大的规模。行进多天后，系统行经海域的风切变减少，因此在9月10日增强成飓风。气旋回转向西北方向行进并从百慕大以西近海掠过，最终于9月13日转变成温带气旋。
佛罗伦萨在百慕大产生时速高达185公里的阵风，造成轻度破坏之余，还导致多地停电。转变成温带风暴后，佛罗伦萨又令纽芬兰岛普降暴雨，致使1套房屋被毁，令有多套受到轻度损伤。幸运的是，这场飓风并没有造成人员丧生。

## 气象历史
8月29日，一股东风波离开非洲海岸进入大西洋。系统缓慢西进，在两天后首度表现出发展迹象。8月31日，又有另一股东风波离开非洲海岸，并且移动速度比前一股更快。两股东风波接触后相互影响，到9月2日时已经在东大西洋融合成大规模扰动天气区。系统内的对流有所增长，同另一层次分明的低气压区一起发展出集中的对流区。截至9月3日晚，系统内已形成广阔的闭合环流和充分组织的对流，美国国家飓风中心因此将位于小安的列斯群岛和非洲间中途海域附近的系统归类为本季第六号热带低气压。
成为热带气旋后，低气压内有多个云层漩涡围绕同一个中心旋转。受西南向风切变影响，而且缺乏层次分明的环流，系统起初未能显著强化，但带状特征还是得以增长。低气压接触到干燥空气，同时因其发展速度非常缓慢，气象机构一直难以确定其中心的位置。系统继续向西北偏西方向前进，围绕北侧深层副热带高压脊的南部边缘移动。气旋的整体结构稳步改善，但对流仍集中在外围边缘。估计低气压于9月5日在安圭拉东北偏东方向约1800公里洋面增强成热带风暴并获名“佛罗伦萨”（Florence）。

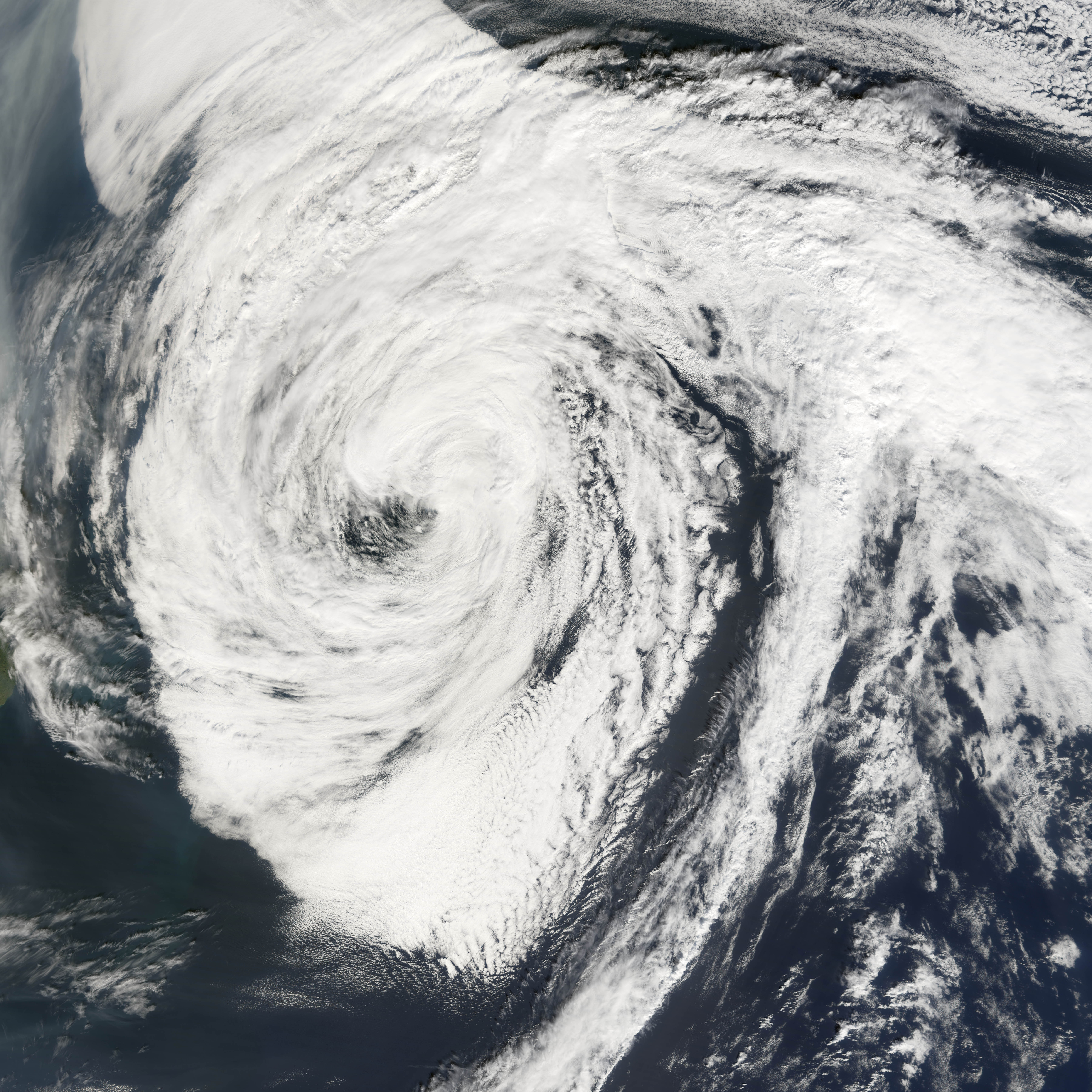
在北大西洋上空转变成温带风暴之后的佛罗伦萨

达到热带风暴标准后，气旋的最大持续风速在接下来3天里反复波动，最低降至每小时65公里，最高则为每小时85公里。这主要是因为佛罗伦萨规模庞大，风场直径达745公里，最大风速半径也有170公里。到了9月6日，风暴内已有明显的云层漩涡，同时东南和西北象限还逐渐发展出薄弱的雨带。气象机构因此估计气旋会有显著发展，达到大型飓风强度。到了9月6日晚，尽管对流还是逐渐朝风暴中心靠拢，但气象部门还是无法在佛罗伦萨内部找到层次分明的环流中心。9月7日，风暴中心及其西侧上空首度发展出对流，但气旋却未能进一步强化，风场直径已扩大到超过1670公里。这种情况导致气象机构的预测难度进一步加大，佛罗伦萨行经海域水温达到29°C，风切变也很少，总体外部环境有利于继续增强，系统保有大规模下层气旋式环流和充足的对流。到了9月8日清晨，风暴的云层格局呈长条状，没有明确的形状，不符合典型热带气旋的特点。当晚，佛罗伦萨上空发展出反气旋，风暴开始围绕大规模气旋式环流西侧的漩涡中心聚拢。气旋转向西北，并开始以更为稳定的步伐增强。9月10日清晨，中心上空的中心密集云区内开始有风眼形成，不久后佛罗伦萨就在百慕大以南约630公里洋面达到飓风标准。
风暴转向北上，之后又朝东北偏北方向移动，从副热带高压脊的薄弱点通过。虽然北侧的风眼墙尚未闭合，但由于外界环境有利，美国国家飓风中心认为气旋会以二级飓风的较高标准强度从百慕大附近经过。。卫星图像显示对流的内层核心变得模糊，另据飓风猎人的报告，气象机构估计飓风于9月10日晚达到风力时速150公里的最高强度。接下来由于风眼墙受到进一步侵蚀，飓风开始减弱，于9月11日以风速每小时135公里强度从百慕大以西约95公里海域经过。佛罗伦萨的整体云系格局略有改善，强度也短暂回升，但很快就因行经洋面上层风增强、水温降低而再度弱化。干燥空气逐渐把气旋南部边缘包围起来，风暴的大部分深层对流到9月12日清晨时分已受到侵蚀。云层移位到中心以北，变得不再对称，还有锋状特征开始形成。风暴的热带天气系统特征不断流失，于9月13日在纽芬兰岛瑞斯角（Cape Race）西南偏南方向约780公里海域转变成温带气旋。佛罗伦萨的温带残留起初还保持有飓风强度风速，从瑞斯角近海掠过后又转向东北偏东，风速于9月14日降至烈风标准。接下来几天里，气旋以大规模环形路径行进至冰岛西南方向洋面上空，并在转向西进后被南侧位于格陵兰以东逐渐发展的温带气旋吸收。

## 防灾措施
9月8日，百慕大政府向岛上发布飓风观察预警，再于9月9日调整为热带风暴警告。9月10日，随着佛罗伦萨达到飓风强度，岛上又发布飓风警告。政府敦促可能受到气旋影响的居民及时采取防灾措施，许多人因此前往当地五金店购置工具用品。许多居民装上防风暴百叶窗，船主也把游艇转移到更加安全的地点。岛上开设应急避难所，有关部门在风暴来袭前暂停客车及渡轮服务，并在飓风袭击当天关闭所有学校和政府办事处。百慕大国际机场也予关闭。

## 影响

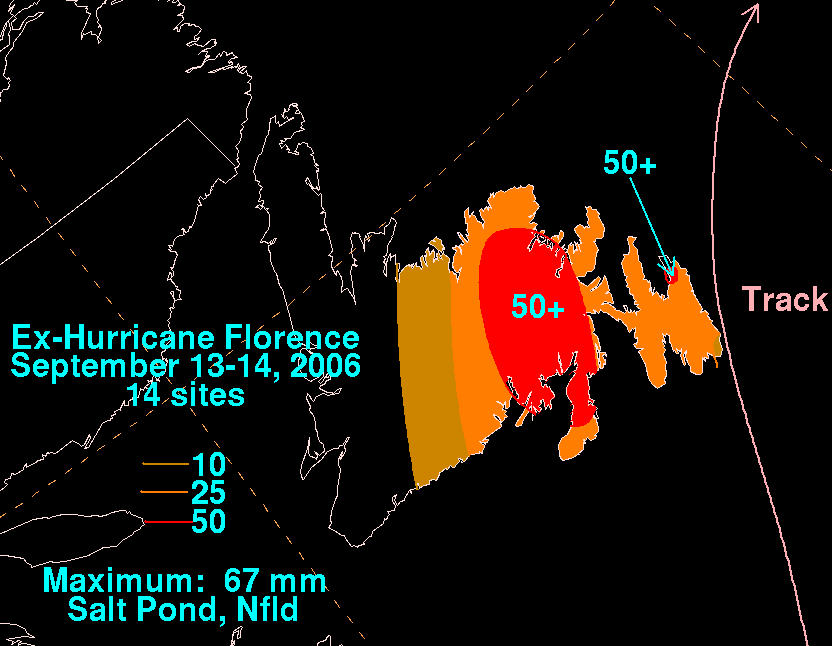
飓风佛罗伦萨在纽芬兰岛的降水分布（单位为毫米）

受飓风佛罗伦萨影响，小安的列斯群岛北部、维尔京群岛、波多黎各、伊斯帕尼奥拉岛和百慕大海岸沿线出现强烈涌浪和危险的海浪。气旋存在后期，由于加拿大东南部上空的高气压系统同佛罗伦萨形成较高的气压梯度，美国东岸沿海地区因此受到狂风巨浪的冲击。飓风还令巴哈马和加拿大大西洋省份近海海况恶劣并带有强烈涌浪和离岸流。南卡罗莱纳州有多处海滩因大浪引起严重海滩侵蚀。
风暴从百慕大以西近海经过，给岛上带去狂风，圣大卫岛海拔48米位置测得的持续风速达每小时132公里，比其它地点都高，阵风时速则是圣乔治教区海拔78米位置所测数值最高，达185公里。狂风刮倒部分树木，还令多条电缆中断，风暴期间共有超过2万5000户民宅或商家失去供电。狂风致使10套房屋受损，其中3套的屋顶被毁，岛上各地都有窗户被风刮破，少数居民被飞溅的玻璃割伤，但伤势都很轻，无需前往医院治疗。百慕大国际机场是全岛降雨量最高的所在，但也只有34毫米。南安普敦教区（Southampton Parish）可能因龙卷风导致多棵树木倒塌，另有轻度财产损失。百慕大动物园和水族馆有两只火烈鸟被掉落的树枝砸死。气旋来袭期间，警方建议居民留在室内，避免受伤，另据报道，百慕大各地在此期间发生多起抢劫案。全岛共因这场飓风遭受价值超过20万美元（2006年美元）的破坏。佛罗伦萨过境后不久，百慕大电力照明公司开始恢复供电，仅6小时后就已修复7000家民宅或商户的电力供应。风暴过去次日，全岛一共还有约3000用户的供电仍未恢复。哈密尔顿教区和圣大卫岛之间的堤道因气旋受损，双向通行车道因此暂时各缩减为一条。
转变成温带风暴并进入纽芬兰岛上空后，佛罗伦萨产生最高时速163公里的狂风和中等程度降水，雨量达到67毫米。岛上多地出现局部洪灾或停电，圣约翰斯国际机场的多架航班延迟，纽芬兰岛到新斯科舍东部布雷顿角岛之间的轮渡服务也予暂停。纽芬兰岛小村庄弗朗索瓦（Francois）有一套房屋被狂风摧毁，当地居民同意让原本住在这套房里的一家人暂时住进另一家人的避暑别墅，并帮他们重建家园。狂风还对多户民居的屋顶和侧墙构成破坏，布林半岛（Burin Peninsula）沿海有多条道路和多艘船只因大浪受损。